# Cratere Liger
Liger è un cratere sulla superficie di Dione.